# Фредрик Марч
Фредрик Марч (на английски: Fredric March) е американски филмов, театрален и телевизионен актьор. 

## Биография
Марч е роден като Ърнест Фредерик Макинтайър Бикъл на 31 август 1897 г. в градчето Расийн, щат Уисконсин. Майка му Кора Браун (моминско Марчър) е учителка, а баща му Джон Ф. Бикъл, набожен презвитерианец, работи в търговията на едро на железарски принадлежности. Фредрик посещава последователно началното училище „Уинслоу“ (основано 1855), гимназията на Расийн и Уисконсинския университет.
След дипломирането си започва кариера на банкер, но заболяване от апендицит го кара да преосмисли живота си. Така през 1920 г. той започва работа като статист в нюйоркски филмови продукции, използвайки съкратена форма на моминската фамилия на майка си. Явно талантът му е оценен, достигайки постепенно до Бродуей, където се появява за първи път през 1926 г. До края на 1920-те години Марч вече има договор с холивудското филмово студио Парамаунт, а още десет години по-късно той получава първата си номинация за „Оскар“ за най-добра главна мъжка роля за изпълнението си във филма „Кралската фамилия на Бродуей“ (1930).

### Кариера
Марч е сред именитите изпълнители от класическия период на Холивуд през 1930-те, 1940-те и 1950-те години. Той е сред актьорите с най-много номинации за награда „Оскар“ в категорията за най-добра главна мъжка роля, пет на брой, спечелвайки 2 от тях. Името му блести в класически произведения като „Доктор Джекил и господин Хайд“ (1931), „Родена е звезда“ (1937), „Най-добрите години от нашия живот“ (1946), „Смъртта на търговския пътник“ (1951), „Посред нощ“ (1959), „Наследи вятъра“ (1960). Печелил е също и награда „Златен глобус“, както и отличия от големите европейски филмови фестивали.
Фредрик Марч има своя звезда на алеята на славата в Холивуд, поставена през 1960 година на номер 1620, булевард Холивуд.

### Смърт
Фредрик Марч почива на 14 април 1975 от рак на простатата на 77-годишна възраст в Лос Анджелис и е погребан в имението си в Ню Милфорд, Кънектикът.

## Избрана филмография
| година | филм                                | оригинално заглавие          | роля                                           | бележки                                      |
| ------ | ----------------------------------- | ---------------------------- | ---------------------------------------------- | -------------------------------------------- |
| 1930   | „Кралската фамилия на Бродуей“      | The Royal Family of Broadway | Тони Кавендиш                                  | номинация за „Оскар“                         |
| 1931   | „Доктор Джекил и господин Хайд“     | Dr. Jekyll and Mr. Hyde      | д-р Джекил / г-н Хайд                          | награда „Оскар“                              |
| 1935   | „Ана Каренина“                      | Anna Karenina                | Вронски                                        |                                              |
| 1936   | „Мери Шотландска“                   | Mary of Scotland             | Ботуел                                         |                                              |
| 1936   | „Антъни Нежелания“                  | Anthony Adverse              | Антъни Нежелания                               |                                              |
| 1937   | „Родена е звезда“                   | A Star Is Born               | Норман Мейн                                    | номинация за „Оскар“                         |
| 1942   | „Ожених се за вещица“               | I Married a Witch            | господин Джонатан/Натаниъл/Самуел и Уолъс Уули |                                              |
| 1944   | „Приключенията на Марк Твен“        | The Adventures of Mark Twain | Самюъл Клемънс (Марк Твен)                     |                                              |
| 1946   | „Най-добрите години от нашия живот“ | The Best Years of Our Lives  | сержант Ал Стивънсън                           | награда „Оскар“                              |
| 1949   | „Христофор Колумб“                  | Christopher Columbus         | Христофор Колумб                               |                                              |
| 1951   | „Смъртта на търговския пътник“      | Death of a Salesman          | Уили Ломан                                     | награда „Златен глобус“ номинация за „Оскар“ |
| 1954   | „Executive Suite“                   | Executive Suite              | Лорън Шоу                                      | награда от фестивала във Венеция             |
| 1955   | „Часове на отчаяние“                | The Desperate Hours          | Дан Хилиърд                                    |                                              |
| 1959   | „Посред нощ“                        | Middle of the Night          | Джери Кингсли                                  | номинация за „Златен глобус“                 |
| 1960   | „Наследи вятъра“                    | Inherit the Wind             | Матю Брейди                                    | награда „Сребърна мечка“ номинация за БАФТА  |
| 1964   | „Седем дни през май“                | Seven Days in May            | президент Джордан Лаймън                       | номинация за „Златен глобус“                 |